# Fanny Friedman
Fanny Friedman (auch: Fannie Friedman, Geburtsname Frances Friedman, geb. 21. Juni 1926) ist eine Ärztin und politische Persönlichkeit in Eswatini (Swasiland). Friedman erhielt als erste Frau in der Geschichte Eswatinis einen Ministerposten und war von 1987 bis 1993 die erste Senatorin ihres Landes.

## Leben
Fanny Friedman erwarb einen Abschluss in Medizin an der Faculty of Medicine der Universität Kapstadt in Südafrika. Sie arbeitete in verschiedenen Krankenhäusern in Eswatini und beteiligte sich an der Arbeit mehrerer Nichtregierungsorganisationen. Sie setzte sich für die Verbesserung der Müttergesundheit ein. 1994 verfasste sie das Vorwort zu dem Buch Contemporary Issues in Maternal Health Care in Africa.
1968 wurde Friedman zur Permanent Secretary (heute: Principal Secretary) im Gesundheitsministerium berufen. Sie diente als Director of Health Services und war Mitglied der Steuerungsgruppe der Weltgesundheitsorganisation (WHO) und des World Health Assembly Regional Committee. 1975 wurde Friedman mit einem Stipendium der WHO im Rahmen des MPH Programme zum Public-Health-Studium für je sechs Monate nach Belgien und  nach Holland geschickt.
Sie war Mitglied des Parlaments von 1983 bis 1987 und Senatorin von 1987 bis 1997. Im November 1987 wurde sie die erste Frau in Eswatini, die einen Ministerposten bekleidete: Sie war bis 1993 Gesundheitsministerin.
Friedman war die erste Ärztin in Eswatini, die sich auf Public Health spezialisiert hatte.
Friedman wurde 2018 in der Onlinepublikation “Portrait of a Swazi Woman: 50 Women, 50 Years” gefeiert, in der ihre Errungenschaften und Beiträge zur Gesellschaft in Eswatini dargestellt wurden.